# Sheila Piercey
Pour les articles homonymes, voir Summers.
Sheila Piercey (18 mars 1919, Johannesburg - 14 août 2005) est une joueuse de tennis sud-africaine de l'après-guerre. Elle est aussi connue sous son nom de femme mariée, Sheila Piercey-Summers.
Aux côtés de son compatriote Eric Sturgess, elle s'est notamment imposée à trois reprises en double mixte, à Roland-Garros en 1947 et 1949 et à Wimbledon en 1949.

## Palmarès (partiel)

### Finale en double dames
| No | Date       | Nom et lieu du tournoi                    | Catégorie | Surface    | Vainqueures                    | Partenaire         | Score    |          |
| -- | ---------- | ----------------------------------------- | --------- | ---------- | ------------------------------ | ------------------ | -------- | -------- |
| 1  | 05-10-1948 | US Hard Court Championships San Francisco |           | Dur (ext.) | Louise Brough Margaret Osborne | Virginia Wolfenden | 6-3, 6-3 | Parcours |

### Titres en double mixte
| No | Date       | Nom et lieu du tournoi         | Catégorie | Surface      | Partenaire    | Finalistes                             | Score          |          |
| -- | ---------- | ------------------------------ | --------- | ------------ | ------------- | -------------------------------------- | -------------- | -------- |
| 1  | 14-07-1947 | Internationaux de France Paris | G. Chelem | Terre (ext.) | Eric Sturgess | Jadwiga Jędrzejowska Cristea Caralulis | 6-0, 6-0       | Parcours |
| 2  | 18-05-1949 | Internationaux de France Paris | G. Chelem | Terre (ext.) | Eric Sturgess | Jean Quertier Gerald Oakley            | 6-1, 6-1       | Parcours |
| 3  | 27-06-1949 | The Championships Wimbledon    | G. Chelem | Gazon (ext.) | Eric Sturgess | Louise Brough John Bromwich            | 9-7, 9-11, 7-5 | Parcours |

## Parcours en Grand Chelem (partiel)
Si l’expression « Grand Chelem » désigne classiquement les quatre tournois les plus importants de l’histoire du tennis, elle n'est utilisée pour la première fois qu'en 1933, et n'acquiert la plénitude de son sens que peu à peu à partir des années 1950.

### En simple dames
| Année | Championnat d'Australie | Championnat d'Australie | Internationaux de France | Internationaux de France | Wimbledon      | Wimbledon        | US National | US National |
| ----- | ----------------------- | ----------------------- | ------------------------ | ------------------------ | -------------- | ---------------- | ----------- | ----------- |
| 1938  | -                       | -                       | -                        | -                        | 3e tour (1/16) | Alice Marble     | -           | -           |
| 1947  | -                       | -                       | 1/4 de finale            | Louise Brough            | 1/2 finale     | Margaret Osborne | -           | -           |
| 1948  | -                       | -                       | -                        | -                        | 4e tour (1/8)  | Jean Quertier    | -           | -           |
| 1949  | -                       | -                       | 1/2 finale               | Margaret Osborne         | 3e tour (1/16) | Jean Walker      | -           | -           |

À droite du résultat, l’ultime adversaire.

### En double dames
| Année | Championnat d'Australie | Championnat d'Australie | Internationaux de France | Internationaux de France | Wimbledon                   | Wimbledon                   | US National | US National |
| ----- | ----------------------- | ----------------------- | ------------------------ | ------------------------ | --------------------------- | --------------------------- | ----------- | ----------- |
| 1938  | -                       | -                       | -                        | -                        | 3e tour (1/8) Olive Craze   | Jean Saunders Valerie Scott | -           | -           |
| 1947  | -                       | -                       | 1/4 de finale D. Muller  | Jędrzejowska Magda Rurac | 1/4 de finale D. Muller     | Jean Nicholl Betty Hilton   | -           | -           |
| 1948  | -                       | -                       | -                        | -                        | 3e tour (1/8) D. Muller     | Louise Brough M. Osborne    | -           | -           |
| 1949  | -                       | -                       | 1/2 finale T. Watermeyer | Joy Gannon Betty Hilton  | 1/4 de finale T. Watermeyer | Louise Brough M. Osborne    | -           | -           |

Sous le résultat, la partenaire ; à droite, l’ultime équipe adverse.

### En double mixte
| Année | Championnat d'Australie | Championnat d'Australie | Internationaux de France | Internationaux de France    | Wimbledon              | Wimbledon                   | US National | US National |
| ----- | ----------------------- | ----------------------- | ------------------------ | --------------------------- | ---------------------- | --------------------------- | ----------- | ----------- |
| 1947  | -                       | -                       | Victoire Eric Sturgess   | Jędrzejowska C. Caralulis   | -                      | -                           | -           | -           |
| 1949  | -                       | -                       | Victoire Eric Sturgess   | Jean Quertier Gerald Oakley | Victoire Eric Sturgess | Louise Brough John Bromwich | -           | -           |

Sous le résultat, le partenaire ; à droite, l’ultime équipe adverse.